# 座布団の舞
座布団の舞（ざぶとんのまい）は、大相撲の取組において横綱が格下の力士に負けた時に観客が土俵に向かって自らの座布団を投げる行為。
以前は平幕力士が横綱に勝って金星となった時のみであったが、後に三役級（小結、関脇、大関）の力士が横綱を破った時であっても投げられるようになった。例外として、横綱同士の時、または横綱以外の力士でもその力士の優勝が決まった時、あるいは名勝負（三役級同士あるいは元三役対前頭との対戦も含まれる。）と呼ばれる取組、物言いが付いている最中にも投げられることもある。

## 歴史
物を投げる文化の起源は投げ纏頭（はな）と呼ばれ、17世紀半ばから芝居小屋などでこの慣習が行われるようになり、相撲には18世紀頭ごろに根付いた。
明治時代には、見物人がひいきの力士にご祝儀をあげる目的で、羽織や帽子などの個人を特定できるものを投げ、呼び出しまたは力士本人が、その贔屓に返却方々挨拶に行くことでご祝儀を貰うという習慣があった。当時これは「祝儀を投げる」の意味で「投げ花」と呼ばれたが1909年（明治42年）に大相撲常設館（初代両国国技館）が完成した際に正式に禁止されたため、見られなくなった。現在の座布団投げは、それを引き継いだものという説もある。なお、投げ花に代わる形で導入されたものが現在まで続く懸賞金である。
その後は上記のような意味はなくなったものの、しばしば座布団を投げる行為は生じた。1917年（大正6年）1月場所千秋楽、東横綱太刀山峯右エ門対西大関大錦卯一郎との全勝対決では、大錦が太刀山に勝利し、感極まった観客達は総立ちになり、座布団だけでなく、帯や羽織に加えて灰皿や火鉢、蜜柑なども土俵に投げ込まれ、国技館内は観客の騒ぎで前代未聞の大騒動になった。また、1939年（昭和14年）1月場所4日目、東横綱双葉山定次対西前頭3枚目安藝ノ海節男の一番は安藝ノ海が外掛けで双葉山を倒し、連勝を69で止めた。このときも館内は座布団だけでなく、酒瓶や火鉢や煙草盆などが投げられた。
戦時色が強くなった1940年（昭和15年）、警視庁が相撲協会などに風紀上の問題のある行為の自粛、取り締まりを要求した際にも、座布団投げは厳罰とするよう指導が行われている。
座布団を投げる行為は横綱に対する野次的な意味、勝った力士に対する祝福の意味、または取組そのものに波乱が起きたという意味で座布団が舞うものと推測されている。特に金星が出た取組に多い。現在では千秋楽横綱同士の結びの一番ではどちらが勝っても賞賛が起こっていると推測されるため暗黙の了解として座布団が舞うことが多くなった。
投げられた座布団が土俵上にそのまま残っているとその後の進行の妨げになるため、土俵上に落ちた座布団は呼出が直ちに土俵下へ払い落とす。

## 注意事項
本場所中において、館内で座布団を投げる行為は「基本的には行ってはならない行為」である。投げられた座布団が他の客や土俵上の力士・行司、土俵付近にいる呼び出し・審判員の親方に当たって怪我につながる恐れがあるほか、館内上部の照明機材等に当たると大事故になる可能性もあるため、取組の間に随時流れる館内放送でも「座布団や物は投げないで下さい。座布団や物を投げて怪我をされた方がいらっしゃいますので絶対に投げないで下さい」と他の館内における注意事項（地震発生時の行動や禁煙、館内飲食など。）とともに説明している。しかし、伝統として受け継がれてきたためか全くと言っていいほど守られる様子はない。投げられた座布団が原因で怪我をした例としては、2012年5月場所初日に場内アナウンスをしていた行司の木村堅治郎（後・3代目木村銀治郎）の後頭部に座布団がぶつかった衝撃で前歯がマイクに当たり口の中を切る怪我をしたものがある。なお、観戦していた著名人に直撃した例としては、2017年7月場所11日目の「白鵬 - 御嶽海」戦で横綱の白鵬が御嶽海に寄り切りで敗れた一番によって投げられた座布団が、元フィギュアスケート選手の浅田真央に直撃している。

## 現況
2007年9月場所から、入場者に配付される取組表に「座布団や物を投げて人に怪我をさせた場合は、暴行罪・傷害罪に該当する場合があります。物は絶対に投げないようお願いいたします」という注意書きが印刷されるようになった。ただ、実際多くの人が投げているため誰が投げたかがわからず、罪を問うのは難しい。なお、出羽海理事を中心に「飛ばせない座布団」の形状が検討され、2008年11月場所から、マス席の座布団は、これまでの1人用の正方形4枚から2人用（縦1メートル25、横50センチ）の座布団2枚に変更し、さらに2枚をひもで結んでつなげた形に変わった。これにより、1人でも座布団に座っていれば座布団を投げられない仕組みになった。初日早々、横綱の白鵬が敗れる波乱が起こったが、一人でも座っていれば持ち上げられない上に座布団自体も相当な重さになり、全く座布団が飛ばない事態となって新型座布団の効果を立証した。ただし、この「新型座布団」は11月場所以外で当面使用される予定がない。同場所以降、観客の座布団投げを危険行為とみなして厳しく取り締まることになり、重さが2枚計4.8キロとなって投げられた場合の危険性が増したということで、同場所以降は座布団投げが確認された場合は警察に通報するという非常に厳しい措置が執られた。よって、2010年九州場所2日目の前頭筆頭の稀勢の里に白鵬の連勝が63でストップされるという歴史に残る大波乱が起こった瞬間では、一枚も座布団が舞わず賛否両論も起こっている。
しかし11月場所以外の「新型座布団」が採用されていない場所では依然として座布団が飛ばされており、国技館で行われた2011年1月場所の11日目に稀勢の里が再び白鵬を破った際は前場所とは対照的に大量の座布団が舞った。
こうした現状のなか座布団の舞を様式美として尊重する相撲ファンも多く、投げられない仕組みの座布団よりも、当たっても怪我をしない仕組みの座布団を開発すべきだとの要望が多い。
2013年11月場所において稀勢の里が白鵬を倒したときには、座布団の舞の代わりとして万歳が行われた。
2019年5月場所の千秋楽においてアメリカ合衆国のドナルド・トランプ大統領が観戦した際には、相撲協会が通常時よりも厳重に禁止を呼び掛けた事や、結びの一番が番付通りの結果で終わった事もあって座布団が飛ぶ事はなかった。
2020年7月場所以降は新型コロナウイルス感染症の流行の影響で、座布団の舞は2年ほど行われていなかった。
令和4年七月場所は初日に1横綱2大関が敗れる波乱であり、まだコロナ禍の最中でありながら久々に座布団が舞った。14日目には、優勝争いトップの横綱・照ノ富士が大関の正代と対戦、照ノ富士が敗れ座布団が舞ったが、飛んできた座布団が正代の頭に当たった。
令和6年七月場所11日目の結び、ここまで10連勝していた横綱照ノ富士が関脇大の里に破れた場面では、盛大と言っていい座布団の舞が見られた。さらに14日目の結び、1敗の横綱照ノ富士と3敗の前頭6枚目隆の勝が対戦し、照ノ富士が勝てば優勝が決まるところだったが、敗れた瞬間、大量の座布団が舞うとともに、飛んできた座布団が隆の勝の頭に当たった。

## 大相撲以外
- 1986年東京・両国国技館で開催されたWBC世界ジュニアウェルター級タイトルマッチ、チャンピオン レネ・アルレドンド-挑戦者 浜田剛史で、浜田が1ラウンドKO勝で世界王座を獲得した時にも座布団が舞った[13]。
- 1991年に同じく両国国技館で行われた、新日本プロレスリーグ戦、第1回G1 CLIMAXで蝶野正洋が下馬評を覆して優勝した際には、大量の座布団が投げ込まれた[14]。
  - それ以降、プロレスでは多くの団体で国技館での座布団の使用が禁止された[15]。
- フジテレビのバラエティー番組『森田一義アワー 笑っていいとも!』の企画でレギュラーメンバーがチャレンジに成功すれば観客に商品が貰える企画があり、失敗した場合はレギュラーメンバーに向かって座布団風の物を投げつける企画があった。
- 日本プロ野球・高校野球…1936年秋季リーグ戦決勝「東京巨人軍対大阪タイガース」で巨人の優勝が決まった際、洲崎球場の一部の観客らから祝福の意味で座布団を投げる光景が、日本放送協会宛てに寄せられた視聴者提供の映像で確認されている。現在は座布団ではないが、負けたチームへの野次的な意味や試合そのものへの抗議的な意味[注釈 4]などで、メガホンを投げ入れる光景がある。